# Labano
Labano (in ebraico: לָבָן che significa bianco) è un personaggio della Bibbia. Egli è fratello di Rebecca, padre di Lia e Rachele, zio e poi suocero di Giacobbe.

## Racconto biblico
Secondo il libro della Genesi, Giacobbe si rifugia presso lo zio Labano ad Arran per fuggire la collera del fratello Esaù al quale aveva sottratto la primogenitura.
Egli lavora per lo zio sette anni per ottenere in moglie la figlia minore Rachele. Ma nella notte di matrimonio Labano gli dà in moglie la figlia maggiore Lia. Allora Giacobbe resta presso lo zio altri sette anni e sposa anche la figlia minore Rachele. (cfr Genesi 29,15-30).
Dopo essersi arricchito molto Giacobbe lascia lo zio Labano e torna con le mogli e con i figli, che nel frattempo sono nati, in terra di Canaan